# Antissemitismo sionista
O antissemitismo sionista ou sionismo antissemita se refere a um fenômeno no qual antissemitas expressam apoio ao sionismo e ao Estado de Israel. Em alguns casos, esse apoio pode ser promovido por razões explicitamente antissemitas. Historicamente, esse tipo de antissemitismo tem sido mais notável entre sionistas cristãos, que podem perpetrar antissemitismo cristão enquanto são francos em seu apoio à soberania judaica em Israel devido à sua interpretação da escatologia cristã. Da mesma forma, pessoas que se identificam com a extrema direita, particularmente na Europa e nos Estados Unidos, podem apoiar o movimento sionista porque eles buscam expulsar os judeus de seu país e veem o sionismo como o método menos complicado (em comparação à limpeza étnica ou ao genocídio) de atingir esse objetivo e satisfazer seu antissemitismo racial.
As colaborações do governo israelense com políticos e grupos antissemitas de outras nações foi criticada por grupos anti-sionistas e organizações judaicas como uma manifestação do antissemitismo sionista, pois busca destacar o ódio aos judeus para fornecer mais incentivos à imigração judaica para Israel. Nesse contexto, os antissionistas criticaram a suposta cumplicidade ou capitulação do movimento sionista ao antissemitismo desde que ele ganhou força no século XIX, e alguns antissionistas também categorizaram o sionismo como uma forma de antissemitismo.